# Ivan Zlobin
Ivan Sergeyevich Zlobin (tiếng Nga: Иван Сергеевич Злобин; sinh ngày 7 tháng 3 năm 1997) là một cầu thủ bóng đá người Nga thi đấu ở vị trí thủ môn cho Benfica B ở LigaPro.

## Sự nghiệp câu lạc bộ
Sinh ra ở Tyumen, Zlobin joined câu lạc bộ Bồ Đào Nha U.D. Leiria vào tháng 10 năm 2015. Later anh gia nhập S.L. Benfica's youth team, cho mượn từ Leiria, vào tháng 1 năm 2016. On 25 June, he signed a five-year contract with Benfica. He made his professional league debut for the club's đội dự bị, as a starter, in a 0–1 home loss against AD Fafe ở LigaPro, on 29 November.